# تپه سر گول نمک
تپه سر گول نمک در شهرستان خرم‌آباد، بخش چغلوندی، دهستان بیرانوند جنوبی، روستای سرگول نمک واقع شده و این اثر در تاریخ ۲۸ اسفند ۱۳۸۵ با شمارهٔ ثبت ۱۸۵۷۲ به‌عنوان یکی از آثار ملی ایران به ثبت رسیده است.